# Nudaurelia ungemachti
Nudaurelia ungemachti is een vlinder uit de familie nachtpauwogen (Saturniidae), onderfamilie Saturniinae.
De wetenschappelijke naam van de soort is voor het eerst geldig gepubliceerd door Eugène Louis Bouvier in 1926.

## Andere combinaties
- Imbrasia ungemachti (Bouvier, 1926)